# Aurel Manga
Aurel Manga (* 24. Juli 1992 in Paris) ist ein französischer Leichtathlet, der sich auf den Hürdenlauf spezialisiert hat. Bei den Hallenweltmeisterschaften 2018 und den Halleneuropameisterschaften 2019 gewann er jeweils Bronze im 60-Meter-Hürdenlauf.

## Sportliche Laufbahn
Aurel Manga tritt seit 2009 in Wettkämpfen im Hürdenlauf an, damals wurde er U18-Meister in Frankreich über die 110-Meter-Distanz. Auch in den folgenden Jahren errang er Medaillen bei nationalen Titelwettkämpfen. Damals trat er neben dem Hürdenlauf auch noch im reinen Flachsprint an. So auch 2013 bei den U20-Europameisterschaften in Tampere, womit er erstmals bei internationalen Meisterschaften antrat. Im 100-Meter-Sprint scheiterte er im Halbfinale. Zusammen mit seinen Teamkollegen belegte er mit 4-mal-100-Meter-Staffel Platz 6. In den darauffolgenden Jahren errang er sowohl im U23-, als auch im Erwachsenenbereich, weitere nationale Titel.
2016 nahm er an den Europameisterschaften in Amsterdam teil. Dort belegte er in 13,47 s über 110 Meter Hürden den sechsten Platz. Ein Jahr später lief er in 7,58 s auf den fünften Platz über 60 Meter Hürden bei den Halleneuropameisterschaften in Belgrad. Einen Monat zuvor stellte er in 7,53 s seine bis heute bestehende Bestleistung über diese Distanz auf. Im Sommer schied er bei den Weltmeisterschaften in London bereits im Vorlauf aus. Zuvor stellte er, wie schon über die 60 Meter Hürden, in 13,27 s über 110 Meter auf eine neue Bestzeit auf.
Bei den Hallenweltmeisterschaften 2018 in Birmingham stellte er mit der Bronzemedaille über 60 Meter Hürden seinen bislang größten sportlichen Erfolg auf. Im Sommer belegte er bei den Europameisterschaften in Berlin in 13,51 s über 110 Meter den siebten Platz. Bei den Halleneuropameisterschaften 2019 in Glasgow lief er in 7,63 s über 60 Meter zu Bronze. Zwei Jahre später trat er in Toruń bei den nächsten Halleneuropameisterschaften an und zog erneut im Hürdenlauf in das Finale ein, das er auf dem fünften Platz beendete. Im Laufe der Saison sicherte er sich die erstmalige Qualifikation für die Olympischen Sommerspiele. In Tokio lief er im Vorlauf und im Halbfinale mit 13,24 s jeweils genau seine Bestzeit und zog so in das olympische Finale ein, das er schließlich auf dem achten Platz beendete. Einen Monat später trat er bei den Europameisterschaften in München an. Er erreichte das Halbfinale, verpasste darin als Dritter seines langsameren Laufes allerdings den Einzug in das Finale.

## Wichtige Wettbewerbe
| Jahr                   | Veranstaltung               | Ort                    | Platz                  | Disziplin              | Zeit                   |
| Startet für Frankreich | Startet für Frankreich      | Startet für Frankreich | Startet für Frankreich | Startet für Frankreich | Startet für Frankreich |
| ---------------------- | --------------------------- | ---------------------- | ---------------------- | ---------------------- | ---------------------- |
| 2013                   | U20-Europameisterschaften   | Tampere                | 10.                    | 100 m                  | 10,57 s                |
| 2013                   | U20-Europameisterschaften   | Tampere                | 6.                     | 4 × 100 m              | 39,46 s                |
| 2016                   | Europameisterschaften       | Amsterdam              | 6.                     | 110 m Hürden           | 13,47 s                |
| 2017                   | Halleneuropameisterschaften | Belgrad                | 5.                     | 60 m Hürden            | 7,58 s                 |
| 2017                   | Weltmeisterschaften         | London                 | 28.                    | 110 m Hürden           | 13,58 s                |
| 2018                   | Hallenweltmeisterschaften   | Birmingham             | 3.                     | 60 m Hürden            | 7,54 s                 |
| 2018                   | Europameisterschaften       | Berlin                 | 7.                     | 110 m Hürden           | 13,51 s                |
| 2019                   | Halleneuropameisterschaften | Glasgow                | 3.                     | 60 m Hürden            | 7,63 s                 |
| 2021                   | Halleneuropameisterschaften | Toruń                  | 5.                     | 60 m Hürden            | 7,63 s                 |
| 2021                   | Olympische Sommerspiele     | Tokio                  | 8.                     | 110 m Hürden           | 13,38 s                |
| 2022                   | Europameisterschaften       | München                | 15.                    | 110 m Hürden           | 13,70 s                |

## Persönliche Bestleistungen
- 110 Meter Hürden: 13,24 s, 26. Juni 2021 in Angers
- 60 Meter Hürden: 7,53 s, 19. Februar 2017 in Bordeaux